# Abraham Leon
Abraham Leon (ur. 1918 w Warszawie jako Abraham Wejnstok, zm. we wrześniu 1944 w Auschwitz-Birkenau) – polsko-belgijski działacz i teoretyk trockistowski żydowskiego pochodzenia.

## Życiorys
Choć urodzony w Warszawie, jego rodzina wyemigrowała do Belgii, gdzie dorastał i się wychowywał. Członek a następnie przywódca belgijskiej sekcji Ha-Szomer Ha-Cair, lewicowo-syjonistycznego ruchu młodzieżowego. W 1940, zaraz po rozpoczęciu wydarzeń II wojny światowej na zachodzie Europy, porzucił ideologię syjonistyczną i został trockistą: wstąpił do belgijskiej sekcji IV Międzynarodówki i został organizatorem i przywódcą ruchu przeciwko niemieckiej okupacji i militaryzmowi Winstona Churchilla. Działał wśród belgijskich robotników nawołując do podjęcia walki zarówno przeciwko Hitlerowi jak i Churchillowi poprzez przekształcenie wojny światowej w wojnę domową (tradycyjny leninowski postulat).
Jest autorem książki Kwestia żydowska: interpretacja marksistowska, napisanej po francusku około 1942, wydanej w 1946, pracy, która odznacza się szeroko zastosowaną marksistowską analizą społeczno-ekonomicznej historii Żydów (co jest godne uwagi tym bardziej, że autor umierając miał niespełna 26 lat).
Leon został aresztowany przez nazistów w czerwcu 1944 i od razu deportowany do Auschwitz, w którym zginął we wrześniu tegoż roku.